# Georges Boucher
John Georges "Buck" Boucher, född 19 augusti 1896 i Ottawa, död 17 oktober 1960, var en kanadensisk professionell ishockeyspelare och ishockeytränare.

## Karriär

### Spelare
Georges Boucher inledde sin professionella ishockeykarriär med Ottawa Senators i National Hockey Association säsongen 1915–16. Efter ytterligare en säsong med laget i NHA spelade han 12 säsonger med Senators i NHL från 1917 till 1929 och vann sammanlagt fyra Stanley Cup.
Från 1929 till 1931 spelade Boucher med Montreal Maroons för vilka han gjorde 10 poäng på 79 grundseriematcher. Sista säsongen i NHL, 1931–32, representerade han Chicago Black Hawks.

### Tränare
Sista säsongen som spelare med Montreal Maroons fungerade Boucher även som tränare under 12 matcher i grundserien samt under två matcher i slutspelet. I Stanley Cup-slutspelets kvartsfinal förlorade laget mot New York Rangers. Säsongen 1933–34 tränade Boucher sitt gamla lag Ottawa Senators i vad som skulle komma att bli lagets sista säsong i ligan. Senators slutade sist i Canadian Division och säsongen därefter flyttade klubben till Missouri i USA och omformades till St. Louis Eagles. Boucher tränade St. Louis Eagles under 35 matcher säsongen 1934–35 innan klubben ersatte honom med Eddie Gerard.
Bouchers sista tränaruppdrag i NHL var under säsongen 1949–50 då han ledde Boston Bruins till en femteplats i ligan. Säsongen dessförinnan hade han lett Ottawa Senators från Quebec Senior Hockey League till seger i Allan Cup.
1960 valdes Boucher in i Hockey Hall of Fame där även hans bror Frank Boucher är medlem. Ytterligare två bröder, Billy och Bobby, spelade i NHL.

## Statistik
Trä. = Träningsmatcher, OCHL = Ottawa City Hockey League, MHL = Montreal Hockey League, Can-Am = Canadian-American Hockey League

### Spelare
| 1913–14            | Ottawa New Edinburghs  | Trä.               | 5   | 1   | 0  | 1   | —   | —  | — | — | — | —  |
| 1914–15            | Ottawa New Edinburghs  | OCHL               | 15  | 12  | 0  | 12  | —   | 1  | 0 | 0 | 0 | —  |
|                    | Ottawa Royal Canadians | OCHL               | 4   | 6   | 0  | 6   | —   | 2  | 2 | 0 | 2 | —  |
| 1915–16            | Montreal La Casquette  | MHL                | 1   | 1   | 0  | 1   | 0   | —  | — | — | — | —  |
| 1915–16            | Ottawa Senators        | NHA                | 19  | 9   | 1  | 10  | 62  | —  | — | — | — | —  |
| 1916–17            | Ottawa Senators        | NHA                | 18  | 10  | 5  | 15  | 27  | 2  | 1 | 0 | 1 | 8  |
| 1917–18            | Ottawa Senators        | NHL                | 21  | 9   | 8  | 17  | 46  | —  | — | — | — | —  |
| 1918–19            | Ottawa Senators        | NHL                | 17  | 3   | 2  | 5   | 29  | 5  | 2 | 0 | 2 | 9  |
| 1919–20            | Ottawa Senators        | NHL                | 22  | 9   | 8  | 17  | 55  | —  | — | — | — | —  |
|                    |                        | Stanley Cup        | —   | —   | —  | —   | —   | 5  | 2 | 0 | 2 | 2  |
| 1920–21            | Ottawa Senators        | NHL                | 23  | 11  | 8  | 19  | 53  | 2  | 3 | 0 | 3 | 10 |
|                    |                        | Stanley Cup        | —   | —   | —  | —   | —   | 5  | 2 | 0 | 2 | 9  |
| 1921–22            | Ottawa Senators        | NHL                | 23  | 13  | 12 | 25  | 12  | 2  | 0 | 0 | 0 | 4  |
| 1922–23            | Ottawa Senators        | NHL                | 24  | 14  | 9  | 23  | 58  | 2  | 0 | 1 | 1 | 2  |
|                    |                        | Stanley Cup        | —   | —   | —  | —   | —   | 6  | 2 | 1 | 3 | 6  |
| 1923–24            | Ottawa Senators        | NHL                | 21  | 13  | 10 | 23  | 38  | 2  | 0 | 1 | 1 | 4  |
| 1924–25            | Ottawa Senators        | NHL                | 28  | 15  | 5  | 20  | 95  | —  | — | — | — | —  |
| 1925–26            | Ottawa Senators        | NHL                | 36  | 8   | 4  | 12  | 64  | 2  | 0 | 0 | 0 | 10 |
| 1926–27            | Ottawa Senators        | NHL                | 40  | 8   | 3  | 11  | 115 | 6  | 0 | 0 | 0 | 43 |
| 1927–28            | Ottawa Senators        | NHL                | 43  | 7   | 5  | 12  | 78  | 2  | 0 | 0 | 0 | 4  |
| 1928–29            | Ottawa Senators        | NHL                | 29  | 3   | 1  | 4   | 60  | —  | — | — | — | —  |
|                    | Montreal Maroons       | NHL                | 12  | 1   | 1  | 2   | 10  | —  | — | — | — | —  |
| 1929–30            | Montreal Maroons       | NHL                | 37  | 2   | 6  | 8   | 50  | 3  | 0 | 0 | 0 | 2  |
| 1930–31            | Montreal Maroons       | NHL                | 30  | 0   | 0  | 0   | 25  | —  | — | — | — | —  |
| 1931–32            | Chicago Black Hawks    | NHL                | 43  | 1   | 5  | 6   | 50  | 2  | 0 | 1 | 1 | 0  |
| 1932–33            | Boston Cubs            | Can-Am             | 9   | 0   | 0  | 0   | 8   | —  | — | — | — | —  |
| NHL totalt         | NHL totalt             | NHL totalt         | 449 | 117 | 87 | 204 | 838 | 28 | 5 | 3 | 8 | 88 |
| Stanley Cup totalt | Stanley Cup totalt     | Stanley Cup totalt | —   | —   | —  | —   | —   | 16 | 6 | 1 | 7 | 17 |

### Tränare
M = Matcher, V = Vinster, F = Förluster, O = Oavgjorda, P = Poäng
| Lag              | Säsong  | Grundserie | Grundserie | Grundserie | Grundserie | Grundserie | Grundserie              | Slutspel              |
| Lag              | Säsong  | M          | V          | F          | O          | P          | Resultat                | Resultat              |
| ---------------- | ------- | ---------- | ---------- | ---------- | ---------- | ---------- | ----------------------- | --------------------- |
| Montreal Maroons | 1930–31 | 12         | 6          | 5          | 1          | 13         | 3:a i Canadian Division | Förlust i kvartsfinal |
| Ottawa Senators  | 1933–34 | 48         | 13         | 29         | 6          | 32         | 5:a i Canadian Division | –                     |
| St. Louis Eagles | 1934–35 | 35         | 9          | 20         | 6          | 24         | 5:a i Canadian Division | –                     |
| Boston Bruins    | 1949–50 | 70         | 22         | 32         | 16         | 60         | 5:a i NHL               | –                     |
| Totalt           | Totalt  | 165        | 50         | 86         | 29         | 129        |                         |                       |

## Meriter
- Stanley Cup – 1919–20, 1920–21, 1922–23 och 1926–27
- Allan Cup – 1949 som tränare för Ottawa Senators.